# New-York-Airways-Flug 972 (1977)
Der New-York-Airways-Flug 972 (1977) (Flugnummer: NY972, Funkrufzeichen NEW YORK 972) war ein regionaler Inlandslinienflug der New York Airways vom Pan Am Building Heliport in New York City zum John F. Kennedy International Airport in New York City. Am 16. Mai 1977 verunglückte auf diesem Flug ein Hubschrauber des Typs Sikorsky S-61L-II, als er vor dem Start zur Seite kippte und seine Propellerblätter mehrere Personen erfassten. Durch den Unfall wurden fünf Menschen getötet.

## Fluggerät
Der verunglückte Helikopter war ein 1968 gebauter Sikorsky S-61L-II mit der Werknummer 61427. Er wurde von der Pan American World Airways für die New York Airways beschafft und erhielt das Luftfahrzeugkennzeichen N619PA. Der Hubschrauber war mit zwei Wellenturbinen des Typs General Electric CT58-140-2 ausgestattet. Bis zum Zeitpunkt des Unfalls hatte der Hubschrauber 6.913:15 Betriebsstunden abgeleistet. Seit seiner letzten großen Wartung war er erst 7:22 Betriebsstunden im Einsatz gewesen.

## Insassen
Den Flug vom Pan Am Heliport zum John F. Kennedy International Airport hatten 20 Passagiere angetreten. Es befand sich eine dreiköpfige Besatzung an Bord, bestehend aus einem Flugkapitän, einem Ersten Offizier und einer Flugbegleiterin:
- Der 46-jährige Flugkapitän Lee G. Richmond war am 24. Februar 1964 durch die New York Airways eingestellt worden. Er qualifizierte sich am 22. März 1964 für den Sikorsky S-61 und wurde am 17. November 1970 zum Flugkapitän an Bord dieses Hubschraubertyps befördert. Richmond verfügte über 11.721 Stunden Flugerfahrung, wovon er 9.000 Stunden in Hubschraubern und 2.200 Stunden im Sikorsky S-61 absolviert hatte.
- Der 31-jährige Erste Offizier John F. Flanagan war am 8. April 1977 durch New York Airways eingestellt worden. Er qualifizierte sich am 16. April 1977 für den Sikorsky S-61. Er verfügte über 1.768,4 Stunden Flugerfahrung, wovon er 1.339,2 Stunden in Hubschraubern und 61 im Cockpit des Sikorsky S-61 absolviert hatte.
- Die Flugbegleiterin Lammie Chevalier gehörte seit 1973 New York Airways an.

## Unfallhergang
Der Hubschrauber traf als New-York-Airways-Flug 971 an seinem Ziel, dem Pan Am Heliport, ein und landete um 17:32 Uhr Ortszeit auf dem Helipad, welcher sich in einer Höhe von 855,23 Fuß (ca. 260,67 Meter) über dem Meeresspiegel befand. Der Rückflug zum John F. Kennedy International Airport sollte als New-York-Airways-Flug 972 durchgeführt werden. Zweieinhalb Minuten nach der Landung, während der Hubschrauber mit sich drehenden Rotoren auf dem Heliport geparkt stand, vernahmen die Piloten ein krachendes Geräusch und eine Rollbewegung nach rechts. Im nächsten Augenblick brach das rechte Fahrwerk und der Hubschrauber kippte auf die rechte Seite. Zum Zeitpunkt des Unfalls hatten vier Passagiere den Hubschrauber bestiegen, während weitere gerade dabei waren, ihn zu besteigen. Die zum Unfallzeitpunkt im Inneren des Hubschraubers befindlichen Passagiere sowie die drei Besatzungsmitglieder wurden entweder nur leicht verletzt oder blieben unverletzt. Vier Passagiere, die den Hubschrauber besteigen wollten, wurden von seinen Rotorblättern getroffen und augenblicklich getötet. Als der Hubschrauber auf die Seite kippte, zersplitterten die Rotorblätter und fielen vom Gebäude herunter. Eine Passantin, die sich an der Ecke Madison Avenue / 43rd Street befand, wurde von den herabfallenden Rotorblätterteilen getroffen und getötet, ein weiterer Passant wurde schwer verletzt. Zwei in den Straßen geparkte Fahrzeuge wurden durch herabfallende Gegengewichte des Hauptrotors schwer beschädigt, ebenso wie ein Büro im 36. Stock des Pan Am Building, dessen Fenster von einem elf Fuß (ca. 3,5 Meter) langen, herabfallenden Teil des Hauptrotors durchschlagen wurde. Einige Teile des Hauptrotors wurden bis zu vier Blocks nördlich des Pan Am Building aufgefunden. Unter den fünf Todesopfern war unter anderem der Regisseur Michael Findlay.

## Ursache
Das National Transportation Safety Board übernahm nach dem Unfall die Ermittlungen zur Unfallursache. Der Abschlussbericht wurde am 13. Oktober 1977 veröffentlicht. Als Unfallursache konnte ein durch Materialermüdung verursachter Bruch des oberen rechten Befestigungspunktes der Fahrwerks-Rohrkonstruktion ermittelt werden. Zwar wurden sämtliche Todesopfer durch die Rotorblätter getötet, die Ermittler befanden jedoch, dass die vier Passagiere auf dem Heliport vermutlich auch dann von dem umkippenden Hubschrauber erschlagen und getötet worden wären, wenn dessen Rotoren ausgeschaltet gewesen wären. Die exakte Ursache für das Materialversagen konnte nicht ermittelt werden. Ein ähnlicher Zwischenfall hatte sich 1963 auf dem Los Angeles International Airport mit einem baugleichen Hubschrauber der Los Angeles Airways ereignet, woraufhin Sikorsky widerstandsfähigeres Material im Fertigungsprozess verbaute.

## Folge
Infolge des Unfalls wurde der nach einer vorübergehenden Schließung wieder in Betrieb genommene Pan Am Building Heliport dauerhaft geschlossen.

## Verbleib des Hubschraubers
Der Hubschrauber wurde nach dem Unfall wieder repariert und an Court Helicopters aus Südafrika verkauft. Die Fluggesellschaft verleaste den Hubschrauber an die argentinische Marine, bei der er mit dem Luftfahrzeugkennzeichen LV-OMG in Betrieb war und auch im Falklandkrieg zum Einsatz kam. Am 10. Februar 1986 wurde der Hubschrauber an die Leasinggeberin zurückgegeben und erhielt das südafrikanische Kennzeichen ZS-HHP. Im Juli 1993 wurde der Hubschrauber an die Regierung von Namibia verkauft, bei der er für die Fischereibehörde eingesetzt wurde. Am 10. November 1999 wurde der Hubschrauber endgültig aus dem Zulassungsregister gestrichen.